# Îles Saint-Marcouf

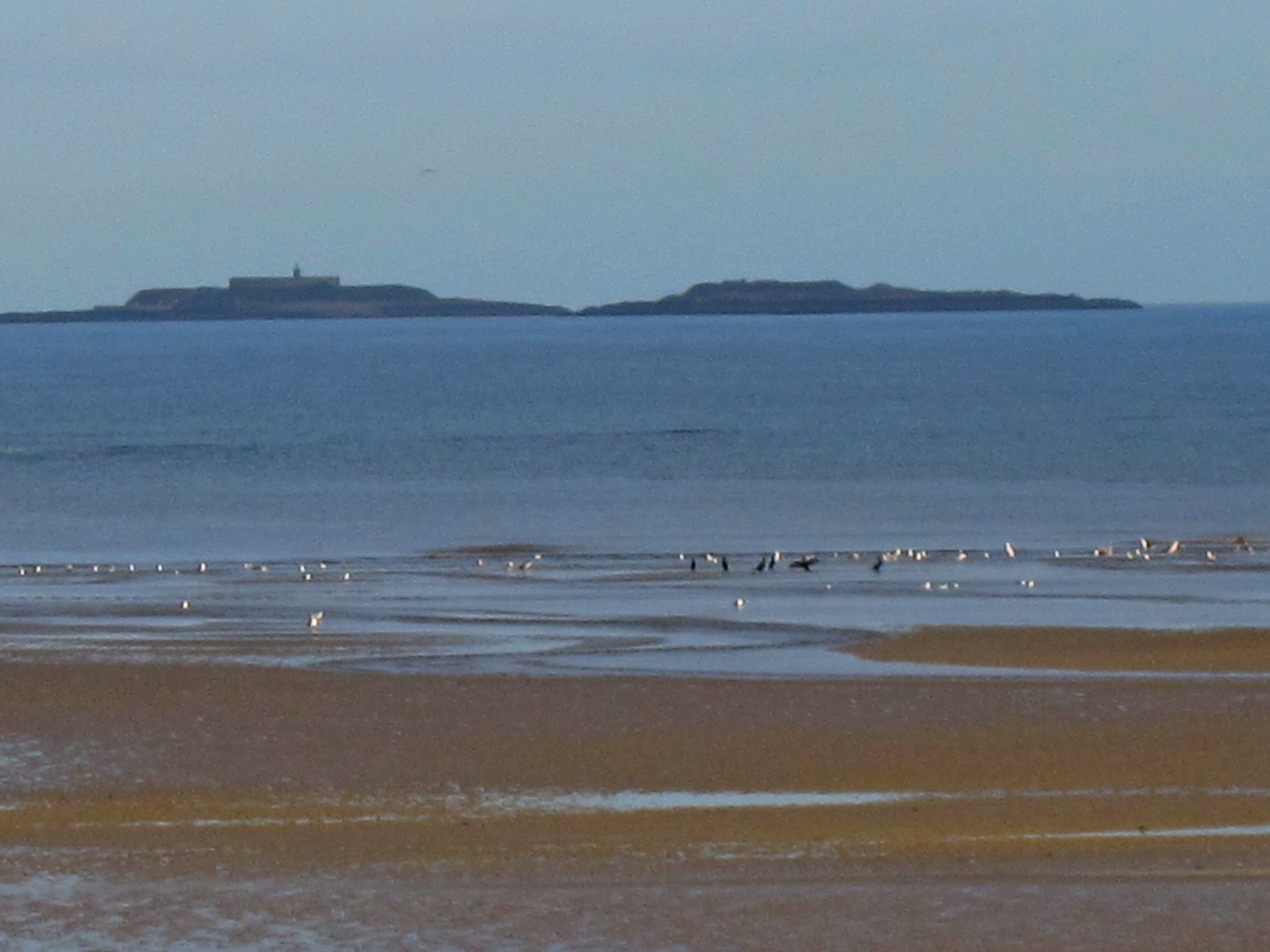
Îles Saint-Marcouf sett från fastlandet i Frankrike

Îles Saint-Marcouf är två öar i Engelska kanalen cirka 10 km utanför landstigningsstranden Utah Beach i Normandie tillhörande Frankrike. På öarna finns befästningar sedan 1700-talet och 1800-talet.